# La Saison des pluies (nouvelle)
Pour les articles homonymes, voir La Saison des pluies (homonymie).
La Saison des pluies (titre original : Rainy Season) est une nouvelle de Stephen King qui fait partie du recueil Rêves et Cauchemars publié en 1993. Elle a été publiée pour la première fois en 1989 dans le magazine Midnight Graffiti.

## Résumé
John et Elise Graham arrivent à Willow, une bourgade du Maine où ils ont prévu de passer les vacances d'été. Ils s’arrêtent à l'épicerie, où des habitants du coin essaient de les dissuader de passer leur première nuit dans la maison qu'ils ont louée en leur expliquant que c'est ce soir qu'a lieu la « saison des pluies », une pluie de crapauds qui se produit tous les sept ans. Les Graham accueillent la nouvelle avec incrédulité et partent s'installer dans leur maison.
Pendant la nuit, les Graham sont réveillés par une série de bruits sourds et constatent que des crapauds gros comme des ballons de football et possédant des dents pointues tombent du ciel. Ils rentrent dans la maison en brisant des fenêtres et s'attaquent aussitôt aux Graham. Le jeune couple se réfugie à la cave mais des centaines de crapauds arrivent à y pénétrer en faisant céder une trappe et massacrent les Graham.
Le lendemain matin, alors que tous les crapauds se décomposent, les autochtones ayant accueilli les Graham tentent de laver leur conscience en se disant qu'ils n'ont fait que suivre le rituel et que le couple a librement choisi de rester. Ils espèrent néanmoins que dans sept ans, quand deux nouveaux étrangers devront être sacrifiés pour la saison des pluies afin d'assurer la prospérité au village, ce seront d'autres habitants qui devront les accueillir.

## Genèse
C'est en écrivant cette nouvelle que Stephen King a mis fin à l'une des rares périodes de blocage de l'écrivain qu'il ait connues. Cette histoire de « petite ville étrange » a comme principale influence la nouvelle La Loterie (1948) de Shirley Jackson.